# Miron Schmückle
Miron Schmückle (* 1966 in Sibiu/Hermannstadt) ist ein deutsch-rumänischer Künstler, Bühnenbildner und Kulturwissenschaftler. Er lebt und arbeitet als freischaffender Künstler seit 2008 in Berlin.
Schmückle entwickelt in seinen Zeichnungen durch sein Interesse für Kunstgeschichte sowie seine Auseinandersetzung mit außer-europäischer Flora und Fauna eine hybride, botanische Formenwelt, die sich zwischen Hyperrealismus und Wirklichkeitsflucht bewegt. Dieser Still findet vor allem Anwendung in seinen wissenschaftlich-botanischen Pflanzenstillleben, dessen komplexe Strukturen Schmückle nicht von natürlichen Modellen kopiert, sondern eigenständig komponiert.

## Leben und künstlerische Entwicklung
Schmückle wächst in Rumänien während der Ceaușescu-Diktatur auf. Laut Schmückles autobiografischen Texten wird sein Interesse für Kunstgeschichte durch einen gemeinsamen Besuch des Brukenthal-Museums mit seinem Vater in den 1970er Jahren geweckt. Hier ist er von den Bildern des Universalgelehrten Joris Hoefnagel mit seinen allegorischen Kabinettminiaturen von 1597 beeindruckt.
1988 verlässt er Rumänien und wandert in die Bundesrepublik Deutschland aus. Zwischen 1991 und 1996 studiert er Experimentelle Malerei an der Muthesius Kunsthochschule in Kiel, u. a. bei Renate Anger. 1994 geht er zur Performance-Künstlerin Marina Abramović an der Hochschule für bildende Künste Hamburg. Da aus Sicht Schmückles die Konzeptkunst Mitte der 1990er Jahre an den Hochschulen sehr dominant ist und das Zeichnen an der Universität nicht gelehrt wird, bringt er sich dies eigenständig bei. Seine im Selbststudium entstandenen Zeichnungen dienen schließlich als Abschlussarbeit an der Muthesius.
Zwischen 1995 und 1996 hat Schmückle einen Lehrauftrag an der Sankt Petersburger Theaterakademie im Bereich Installationskunst.
Als aufgrund der Finanzkrise 2008 der Kunstmarkt zusammenbricht und die Aufträge somit ausbleiben, schreibt Schmückle seine Doktorarbeit, welche 2016 mit dem Titel Una terza natura an der Muthesius Kunsthochschule veröffentlicht wird. Inhaltlich setzt er sich in seiner Promotion mit den Kabinettminiaturen von Joris Hoefnagel auseinander.

## Ausstellungen (Auswahl)

### Einzelausstellungen
- 1997 – Museum Ostdeutsche Galerie, Regensburg (Deutschland): Hortus conclusus[8]
- 1997 – Kunsthalle zu Kiel, Kiel (Deutschland): over a long season[8]
- 2001 – Galerie Anita Beckers, Frankfurt am Main (Deutschland): Super Cascade Improved Mixed[8]
- 2002 – Hamburger Kunsthalle, Hamburg (Deutschland): Fountains of Joy. Improved Formula[9]
- 2004 – Galerie Anita Beckers, Frankfurt am Main (Deutschland): Capriccio[8]
- 2005 – Galerie Dörrie*Priess, Hamburg (Deutschland): New Works[8]
- 2007 – Galerie Emmanuel Post, Leipzig (Deutschland): de naturae corporis fabrica[8]
- 2007 – Gallery Rena Bransten, San Francisco (USA): Rococo Revisited[8]
- 2009 – Brukenthal-Museum, Sibiu (Rumänien): The Strife of Love in a Dream[10]
- 2010 – Galerie Dörrie*Priess, Hamburg (Deutschland): illectus eram[8]
- 2011 – Galerie Manzoni Schäper, Berlin (Deutschland): As You Desire Me[8]
- 2016 – Kunstmuseum Bayreuth, Bayreuth (Deutschland): Una terza natura[8]
- 2017 – Anca Poteraşu Gallery, Bukarest (Rumänien): Non saturatur oculus visu[8][11]
- 2023 – Städel Museum, Frankfurt am Main (Deutschland): Miron Schmückle. Flesh for Fantasy[3][12]

### Gruppenausstellungen
- 1998 – 4. Internationale Foto-Triennale, Esslingen (Deutschland)[8]
- 1999 – 2. Ars Baltica Triennial of Photographic Art[8]
- 1999 – Kunsthalle zu Kiel, Kiel (Deutschland): Fotografie vor Ort[8]
- 2000 – Galerie Dörrie*Priess, Hamburg (Deutschland): Im Garten[8]
- 2000 – Kunsthaus Hamburg, Hamburg (Deutschland): Reflected Images[8]
- 2001 – Ursula-Blickle-Foundation, Kraichtal (Deutschland)
- 2001 – Palais für Aktuelle Kunst, Glückstadt (Deutschland): Desire[8]
- 2002 – Museo Galleria d’Arte Moderna, Bologna (Italien): Desire[8]
- 2002 – 2. Triennial of Photography, Hamburg (Deutschland): Still Life[8]
- 2002 – Kallmann-Museum, Ismaning (Deutschland): Selbstbildnisse[8]
- 2003 – Kunsthaus Erfurt, Erfurt (Deutschland): Kunsthappen
- 2003 – Kunsthaus Erfurt, Erfurt (Deutschland): Du und dein Garten[8]
- 2004 – Museum Haus Esters, Krefeld (Deutschland): Zwischenwelten[8]
- 2004 – Schwules Museum, Berlin (Deutschland): 19 Künstler zu Gast im Schwulen Museum[8]
- 2004 – Wifredo Lam Foundation, Havana (Kuba): Bailar en la casa del trompo[8]
- 2005 – Kunstraum München, München (Deutschland): Jungle Park[8]
- 2005 – Museum Morsbroich, Leverkusen (Deutschland):  Blumenstücke[8]
- 2006 – Chiesa di San Paolo, Modena (Italien): Fai da te - il mondo dell artista[8]
- 2007 – Post Fine Arts, Freiburg (Deutschland): Bilderbühne[8]
- 2008 – Post Fine Arts, Freiburg (Deutschland): Menschenskind[8]
- 2008 – Städtische Galerie Villa Zanders, Bergisch Gladbach (Deutschland): Pas de deux[8]
- 2009 – Post Fine Arts, Freiburg (Deutschland): Comming Under the Spotlight[8]
- 2009 – Kunsthalle Göppingen, Göppingen (Deutschland): Blumenstücke[8]
- 2010 – Alexander Ochs Galleries, Beijing (China): Beauty - Flowers in Photography[8]
- 2013 – Collège des Bernardins, Paris (Frankreich): Tree of Life[8]
- 2017 – Kallmann-Museum, Ismaning (Deutschland): Schön vergänglich – Blumen in der zeitgenössischen Kunst[8]
- 2019 – Sprengel Museum, Hannover (Deutschland): Viermal Neues auf Papier[8]
- 2021 – Staatliche Kunsthalle Karlsruhe, Karlsruhe (Deutschland): Inventing Nature. Pflanzen in der Kunst[13]
- 2023 – Kunsthalle München, München (Deutschland): Flowers Forever. Blumen in Kunst und Kultur[14]

## Arbeiten in öffentlichen und privaten Kunstsammlungen (Auswahl)
Schmückles Werke sind in renommierten Sammlungen weltweit vertreten, darunter sind u. a.:
- Kunsthalle zu Kiel, Kiel (Deutschland)[8]
- Ludwig Forum für Internationale Kunst, Aachen (Deutschland)[8]
- Kunstforum Ostdeutsche Galerie, Regensburg (Deutschland)[8]
- Internationales Künstlerhaus Villa Concordia, Bamberg (Deutschland)[8]
- Isobe Art Collection, Tokio (Japan)[8]
- West Collection, Pennsylvania (USA)[8]
- Schwules Museum, Berlin (Deutschland)[8]
- Stadtgalerie, Kiel (Deutschland)[8]
- Berlinischen Galerie – Landesmuseum für Moderne Kunst, Berlin (Deutschland)[15]